# 山下諒時
山下 諒時（やました りょうじ、2000年5月11日 - ）は、茨城県古河市出身のサッカー選手。FC大阪所属。ポジションは、ディフェンダー（DF）。

## 来歴
ベガルタ仙台のアカデミー出身。2016年、U-16日本代表候補に選出され、トレーニングキャンプに参加した。
仙台ユース所属時の2018年3月、トップチームに2種登録され、同年4月18日のルヴァンカップ・グループステージ第4節アルビレックス新潟戦でトップチームデビューした。
2019年、拓殖大学に進学。
2023年よりSC相模原に加入。
2025年、FC大阪に完全移籍。

## 所属クラブ
- 古河中央サッカースポーツ少年団（古河市立中央小学校）[6]
- FC古河ジュニアユース（古河市立総和中学校）[6]
- 2016年 - 2018年 ベガルタ仙台ユース（明成高等学校）[6]
  - 2018年3月 - 同年12月  ベガルタ仙台（2種登録選手）
- 2019年 - 2022年 拓殖大学[6]
- 2023年 - 2024年  SC相模原
- 2025年 -   FC大阪

## 個人成績
| 国内大会個人成績 | 国内大会個人成績 | 国内大会個人成績 | 国内大会個人成績 | 国内大会個人成績 | 国内大会個人成績 | 国内大会個人成績 | 国内大会個人成績 | 国内大会個人成績 | 国内大会個人成績 | 国内大会個人成績 | 国内大会個人成績 |
| 年度             | クラブ           | 背番号           | リーグ           | リーグ戦         | リーグ戦         | リーグ杯         | リーグ杯         | オープン杯       | オープン杯       | 期間通算         | 期間通算         |
| 年度             | クラブ           | 背番号           | リーグ           | 出場             | 得点             | 出場             | 得点             | 出場             | 得点             | 出場             | 得点             |
| 日本             | 日本             | 日本             | 日本             | リーグ戦         | リーグ戦         | リーグ杯         | リーグ杯         | 天皇杯           | 天皇杯           | 期間通算         | 期間通算         |
| ---------------- | ---------------- | ---------------- | ---------------- | ---------------- | ---------------- | ---------------- | ---------------- | ---------------- | ---------------- | ---------------- | ---------------- |
| 2018             | 仙台             | 42               | J1               | 0                | 0                | 1                | 0                | -                | -                | 1                | 0                |
| 2023             | 相模原           | 4                | J3               | 36               | 0                | -                | -                | 2                | 0                | 38               | 0                |
| 2024             | 相模原           | 4                | J3               | 28               | 1                | 0                | 0                | 2                | 0                | 30               | 1                |
| 2025             | FC大阪           | 4                | J3               |                  |                  |                  |                  |                  |                  |                  |                  |
| 通算             | 日本             | 日本             | J1               | 0                | 0                | 1                | 0                | -                | -                | 1                | 0                |
| 通算             | 日本             | 日本             | J3               | 64               | 1                | 0                | 0                | 4                | 0                | 68               | 1                |
| 総通算           | 総通算           | 総通算           | 総通算           | 64               | 1                | 1                | 0                | 4                | 0                | 69               | 1                |

- 2018年は2種登録選手

出場歴
- Jリーグ初出場 - 2023年3月4日 J3第1節 ガイナーレ鳥取戦 (相模原ギオンスタジアム)
- Jリーグ初得点 - 2024年8月24日 J3第25節 ヴァンラーレ八戸戦 (プライフーズスタジアム)
- 公式戦初出場 - 2018年4月18日 ルヴァンカップ・グループステージ第4節 vsアルビレックス新潟（デンカビッグスワンスタジアム）

## 代表歴
- U-16日本代表候補